# Dunkeriana borneensis
Dunkeriana borneensis is een hooiwagen uit de familie Assamiidae.